# Bronisław Baranowski

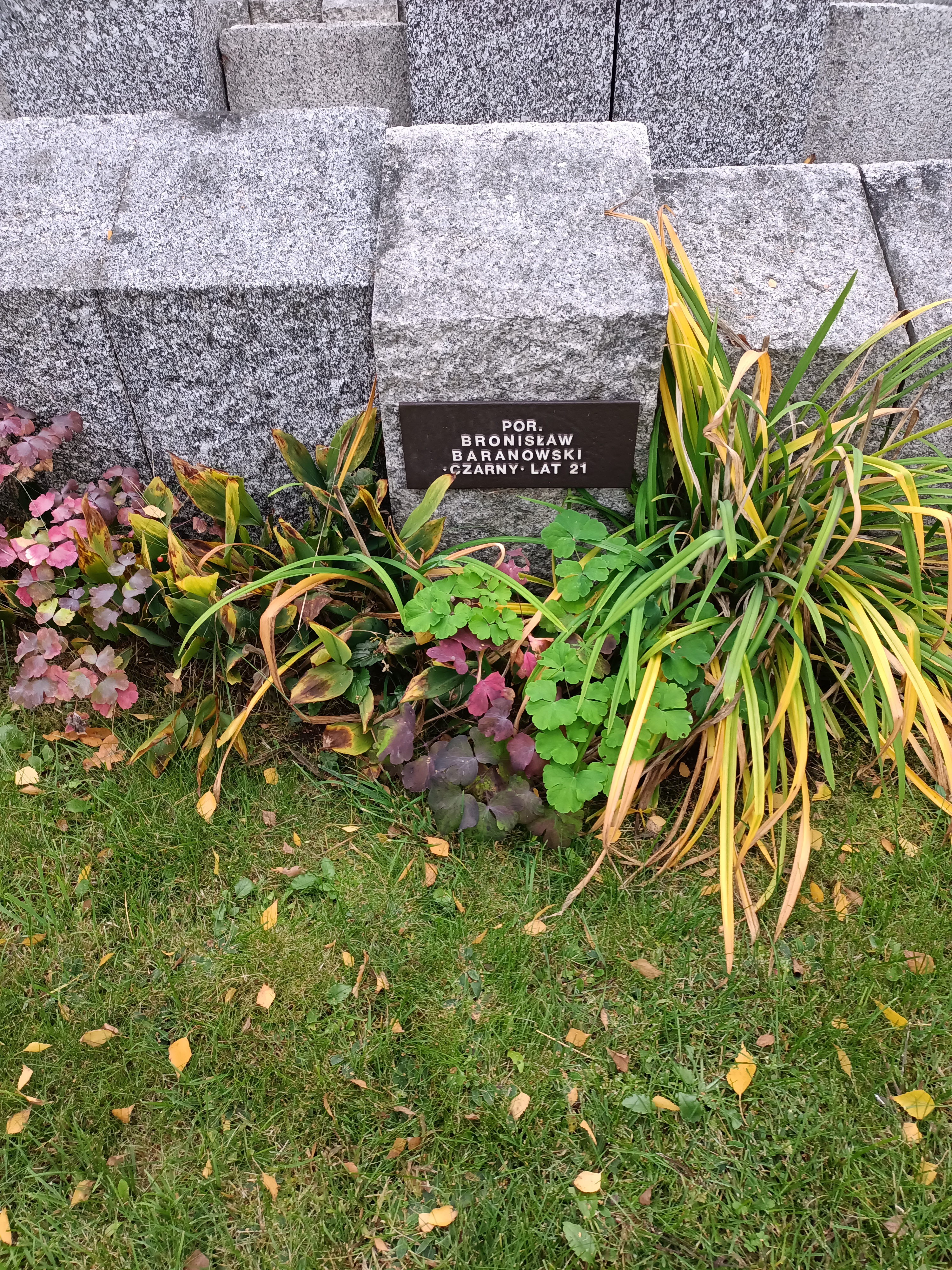
Grób Bronisława Baranowskiego na cmentarzu Wojskowym na Powązkach

Bronisław Baranowski ps. „Czarny” (ur. 1 stycznia 1922 w Szpetalu Górnym, zm. 15 sierpnia 1943 w Życzynie) – działacz ruchu robotniczego, bojownik ruchu oporu.

## Życiorys
Syn Jana, robotnika rolnego, brat Feliksa. Do szkoły powszechnej uczęszczał w Lublinie. Klasę VII kończył na kursach wieczorowych, pracując już w tym czasie jako uczeń, a później jako mechanik w warsztatach samochodowych. Po ukończeniu szkoły powszechnej w 1934  uczęszczał do wieczorowej szkoły zawodowej. 
Od 1934 był członkiem Czerwonego Harcerstwa; w 1937 został przewodnikiem gromady czerwonoharcerskiej w Lublinie. Funkcję tę pełnił do wybuchu wojny. Od 1940 utrzymywał kontakt z PPS-WRN, od 1941 należał do PS, pełniąc funkcję łącznika między Warszawą a okręgiem lubelskim oraz kierownika okręgowego kolportażu prasy PS (później RPPS). 
Równocześnie pracując w warsztatach samochodowych, a potem kolejowych, brał udział w licznych akcjach sabotażowych. W maju 1943 objął dowództwo sformowanego przez lubelską organizację RPPS oddziału partyzanckiego, który operował w obrębie powiatów puławskiego i garwolińskiego. Sam Baranowski dowodził wieloma akcjami bojowymi, mającymi na celu głównie walkę z kontyngentami. Poległ 15 sierpnia 1943 podczas ataku na posterunek niemieckiej żandarmerii w majątku Życzyn, w powiecie garwolińskim. Po wyzwoleniu jego zwłoki ekshumowano i pochowano na cmentarzu Wojskowym na Powązkach w Warszawie.